# 三好秀男
三好 秀男（みよし ひでお、1920年〈大正9年〉1月1日 - 2014年〈平成26年〉5月8日）は、日本の陸軍軍人及び陸上自衛官。陸士53期・陸大59期恩賜。第12代陸上幕僚長。

## 略歴
愛媛県出身。東京陸軍幼年学校、陸士、陸大を首席で卒業。太平洋戦争中は、フィリピン・バターン半島の戦いにも参加。1944年（昭和19年）12月、第21師団参謀となり、ハノイで終戦を迎えた。
復員後は郷里の松山市で鞄の製造販売をして、1951年（昭和26年）10月に警察予備隊に警察士長（少佐相当）で入隊した。陸上自衛隊では情報畑に進み、1960年（昭和35年）10月から約3年間、ソ連に防衛駐在官として赴任。その後は陸幕第5部長、第11師団長、陸上幕僚副長等の要職を歴任し、1974年（昭和49年）7月に第12代陸上幕僚長に就任した。陸幕長として陸幕の大改革を断行、米軍の旧制度が残る陸自を海空とおなじ機構に改編した。1976年（昭和51年）9月に発生したベレンコ中尉亡命事件の対処に当たるが、同事件に関する記録破棄の政府の指示に抗議し辞任した。

## 年譜
- 1940年（昭和15年）2月：陸軍士官学校卒業（第53期）
- 1943年（昭和18年）12月：陸軍大学校入校（第59期）
- 1944年（昭和19年）12月：陸軍大学校を優等で卒業、第21師団参謀[1]
- 1945年（昭和20年）8月：終戦
- 1951年（昭和26年）10月1日：警察予備隊に入隊（警察士長）
- 1960年（昭和35年）
  - 8月1日：1等陸佐に昇任
  - 10月1日：在ソビエト連邦日本大使館付防衛駐在官
- 1963年（昭和38年）12月1日：陸上幕僚監部第2部勤務
- 1964年（昭和39年）
  - 3月16日：陸上幕僚監部第2部情報第2班長
  - 7月16日：陸上幕僚監部第2部見積班長
- 1965年（昭和40年）7月16日：第32普通科連隊長
- 1967年（昭和42年）7月17日：陸上幕僚監部第2部副部長
- 1968年（昭和43年）
  - 3月16日：東部方面総監部幕僚副長
  - 7月1日：陸将補に昇任
- 1969年（昭和44年）7月1日：東部方面総監部幕僚長
- 1971年（昭和46年）
  - 8月20日：陸上幕僚監部第5部長
  - 12月1日：陸将に昇任
- 1972年（昭和47年）7月1日：第11師団長に就任
- 1974年（昭和49年）
  - 3月16日：陸上幕僚副長に就任
  - 7月1日：第12代 陸上幕僚長に就任
- 1976年（昭和51年）10月15日：辞任
- 1990年（平成02年）4月29日：勲二等瑞宝章受章[4]
- 2014年（平成26年）5月8日午後6時7分：心筋梗塞のため東京都目黒区の病院で死去[5]（94歳没）、叙・正四位[6]。

## 栄典
- 勲二等瑞宝章 - 1990年（平成2年）4月29日